# Конфликт в Северна Ирландия
Конфликтът в Северна Ирландия, наричан също Смутните времена (на ирландски: Na Trioblóidí; на английски: The Troubles), е етно-националистически конфликт в Северна Ирландия към края на 20 век. Понякога е описван като непостоянна и нискоинтензивна война. Конфликтът се разпалва към края на 1960-те години и приключва с Белфасткото споразумение през април 1998 г. Макар конфликтът да засяга главно Северна Ирландия, понякога насилието застига части от Република Ирландия, Англия и Континентална Европа.
Конфликтът е най-вече политически и националистически и е захранван от исторически събития. Има и етническо, и религиозно измерение, но въпреки употребата на термините „протестанти“ и „католици“ по отношение на двете страни, това не е религиозен конфликт. Ключовият въпрос е конституционният статут на Северна Ирландия. Юнионистите, които са главно ълстърски протестанти, искат Северна Ирландия да остане в рамките на Обединеното кралство, докато ирландските националисти, които са основно ирландски католици, искат Северна Ирландия да напусне Обединеното Кралство и да се присъедини към Република Ирландия.
Борбата започва по време на кампания на Асоциацията за граждански права на Северна Ирландия, призоваваща за край на дискриминацията срещу католическото малцинство от страна на протестантите. Властите се опитват да потушат протестната кампания с полицейско насилие. Тя е посрещната и с насилие от страна на ълстърските лоялисти, които я считат за ирландски републикански фронт. Покачващото се напрежение води до сериозни сблъсъци през август 1969 г. и мобилизирането на британски военни, които вземат участие в най-дългата операция на британската армия (операция „Знаме“). Издигнати са стени (т. нар. „Линии на мира“) в някои райони, разделящи двете общности. Някои католици първоначално приветстват британската армия като по-неутрална страна от Кралската полиция на Ълстър, но скоро и тя започва да се възприема като враждебна и предубедена от ирландците, особено след Кървавата неделя през януари 1972 г. Въоръжени паравоенни организации се присъединяват към размириците и бързо се превръщат в най-насилствените участници в конфликта.
Основните участници в Северноирландския конфликт са републиканските паравоенни (например Ирландската републиканска армия и Ирландската национална освободителна армия), лоялистките паравоенни (например Ълстърската доброволческа сила и Асоциацията за отбрана на Ълстър), британските държавни сили за сигурност и политическите активисти. Силите за сигурност на Република Ирландия изиграват по-малка роля. Републиканските паравоенни провеждат кампания на партизанска война срещу британските сили за сигурност, както и бомбени атентати срещу инфраструктурни, търговски и политически цели. Лоялистите се прицелват в републиканците/националистите и нападат широката католическа общност, описвайки действията си като ответен удар. От време на време има изблици на насилие на принципа „око за око“, както и кавги между паравоенни групировки от една и съща страна. Британските сили за сигурност играят както контрапартизанска роля, така и такава, насочена главно срещу републиканците. В някои случаи британските сили и лоялистките паравоенни си сътрудничат. Смутните времена включват и многобройни размирици, масови протести и деяния на гражданско неподчинение. Те водят до сегрегация и създаването на барикадирани забранени зони.
В конфликта загиват над 3500 души, от които 52% са цивилни, 32% са членове на британските сили за сигурност, а 16% са членове на паравоенни групи. Републиканските паравоенни са отговорни за около 60% от смъртните случаи, лоялистите за около 30%, а силите за сигурност – около 10%. Дори и след подписването на Белфасткото споразумение възникват спорадични случаи на насилие.